# Fikru Deguefu
Fikru Deguefu (* 28. Februar 1937 in Addis Abeba) ist ein ehemaliger äthiopischer Langstreckenläufer.
Bei den Olympischen Spielen 1968 kam er über 5000 m auf den achten und über 10.000 m auf den 14. Platz.

## Persönliche Bestzeiten
- 5000 m: 13:47,4 min, 23. Juni 1973, Saarijärvi
- 10.000 m: 28:38,8 min, 28. Juni 1973, Helsinki